# 최현재
최현재(崔顯宰, 1993년 1월 13일 ~ )는 대한민국의 바둑 기사이다.

## 약력
경기도 안양 출신으로 충암도장에서 바둑을 배웠다. 프로 입단하기 전, 2010년 제2회 비씨카드배 64강 본선과 제1회 Olleh KT배 통합예선 결승에 진출했으며 2013년 사이버오로 주최 한중아마대항전 한국대표로 출전했고 제34회 세계아마추어선수권대회에서 우승했다. 2013년 입단을 위한 포인트 100점을 넘겨서 프로에 입단하였으며 2015년 7월에 2단으로 승단했다. 2017년 제22회 GS칼텍스배 프로기전 본선과 2017 크라운해태배 본선에 진출했으며 3단으로 승단했다. 2021년에 4단으로 승단했다.